# Christfried Böttrich

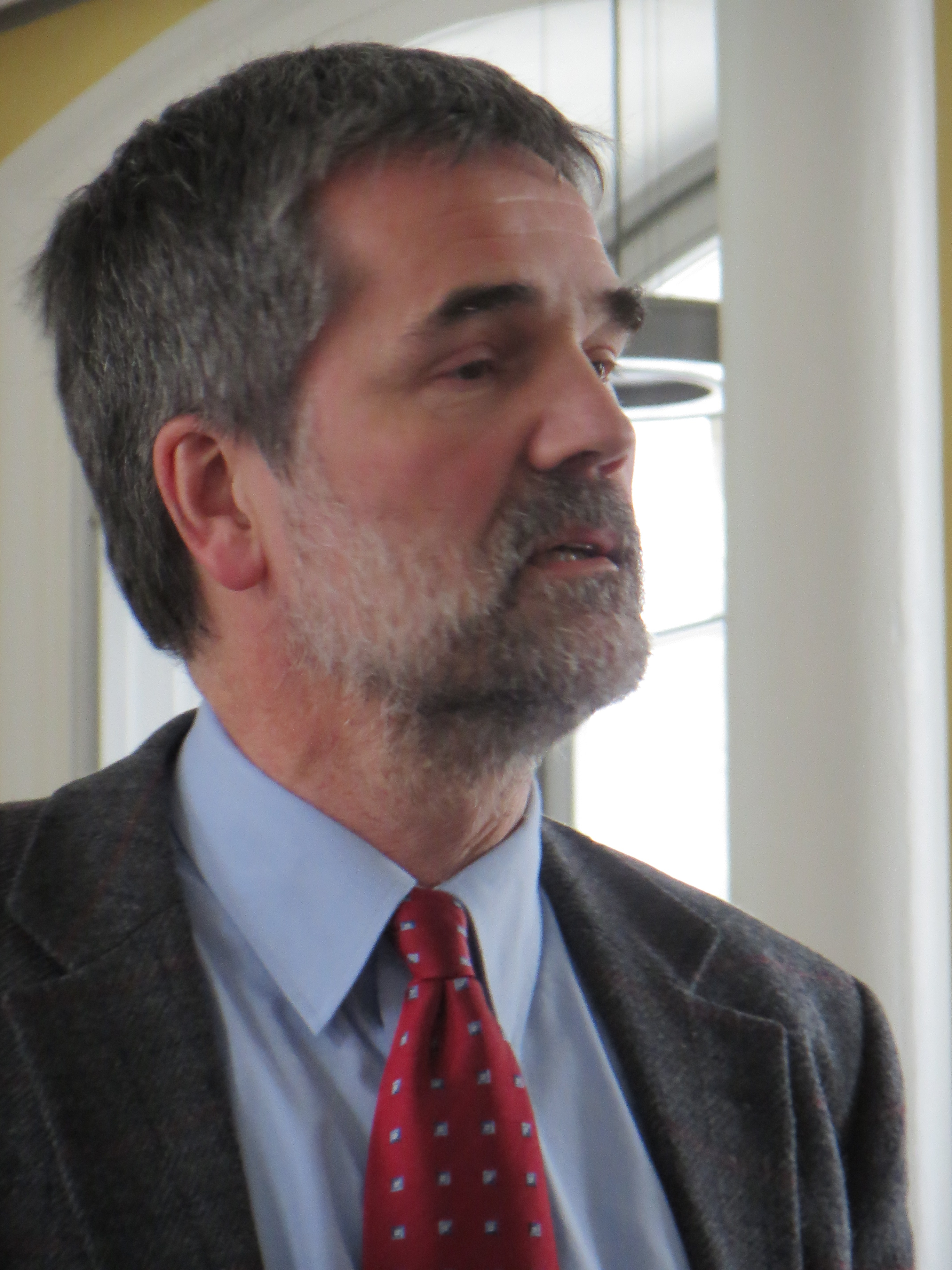
Christfried Böttrich (2014)

Christfried Böttrich (* 4. Dezember 1959 in Marienberg) ist ein deutscher lutherischer Theologe (Neutestamentler).

## Leben
Christfried Böttrich besuchte Schulen in Olbernhau und Blankenburg und begann zunächst 1976 in Magdeburg eine Lehre zum Goldschmied. Ab 1980 studierte er Evangelische Theologie an der Universität Leipzig. Nach Abschluss der Studien 1986 wurde er zum Vikar ernannt. 1990 wurde er an der Universität zum Doktor der Theologie promoviert. Seine Dissertation trägt den Titel Weltweisheit – Menschheitsethik – Urkult. Studien zum slavischen Henochbuch. Noch im selben Jahr wurde er Assistent an der Kirchlichen Hochschule Leipzig und im nächsten Jahr in Stendal ordiniert.
1992 erhielt Böttrich ein Stipendium der Deutschen Forschungsgemeinschaft. 1994 wurde er Assistent an der Theologischen Fakultät in Leipzig. Im Folgejahr wurde er dort mit seinem Werk Das slawische  Henochbuch habilitiert. An der Universität Frankfurt am Main vertrat er 1996/1997 einen Lehrstuhl und wurde 1998 in Leipzig zum Oberassistenten befördert.
Böttrich erhielt 2001 die außerplanmäßige Professur in Leipzig, die er bis zum Folgejahr innehatte. 2002 vertrat er einen Lehrstuhl an der Universität Marburg und 2002/03 an der Universität Jena. Seit Oktober 2003 lehrt er an der Universität Greifswald als ordentlicher Professor für Neues Testament. An der Fakultät hatte er von 2006 bis 2008 sowie 2009 bis 2010  das Amt des Dekans inne.
Böttrich gehört der Studiorum Novi Testamenti Societas und der Wissenschaftlichen Gesellschaft für Theologie an. Er fungiert außerdem als Ephorus des Theologischen Studienhauses Greifswald. Er ist Mitglied des Arbeitskreises von Studium in Israel. Böttrich ist seit 1985 verheiratet und hat fünf Kinder.

## Wirken
Böttrich befasste sich im Rahmen seines Fachs besonders mit dem lukanischen Doppelwerk, das heißt mit der Exegese des Lukas-Evangeliums und der Apostelgeschichte des Lukas. Dabei setzte er den Evangelisten mit der Theologie des hellenistischen Judentums ins Verhältnis. Außerdem forschte er zu frühjüdischen Schriften im Umfeld des Neuen Testaments und setzte sich wie die meisten evangelischen Neutestamentler intensiver mit dem Apostel Paulus auseinander. Einem breiteren Publikum wurde er durch seine für interessierte Laien geschriebenen Bücher über biblische Persönlichkeiten bekannt, darunter vor allem die zusammen mit Beate Ego und Friedmann Eißler verfasste Reihe, in der die Sichtweisen von Judentum, Christentum und Islam auf zentrale biblische Gestalten referiert werden sollen. Böttrich übernimmt in diesen Büchern die Darstellung der christlichen Perspektive.

## Veröffentlichungen (Auswahl)
- Weltweisheit – Menschheitsethik – Urkult. Studien zum slavischen Henochbuch. Tübingen 1992 (Dissertation, Leipzig 1990).
- Adam als Mikrokosmos. Eine Untersuchung zum slavischen Henochbuch. Frankfurt 1995.
- Das slavische Henochbuch. Einleitung – Übersetzung – Kommentierung. Leipzig 1995 (Habilitationsschrift 1994).
- „Die Vögel des Himmels haben ihn begraben.“ Überlieferungen zu Abels Bestattung und zur Ätiologie des Grabes. Göttingen 1995.
- Bibliographie Konstantin von Tischendorf (1815–1874). Leipzig 1999.
- Tischendorf-Lesebuch. Bibelforschung in Reisabenteuern. Leipzig 1999.
- Petrus. Fischer Fels und Funktionär. Leipzig 2001.
- Themen des Neuen Testaments in der Grundschule. Ein Arbeitsbuch für Religionslehrerinnen und Religionslehrer. Stuttgart 2001.
- Von Adam bis Apokalypse. Biblische Überraschungen. Leipzig 2003.
- (mit Beate Ego und Friedmann Eißler:) Abraham in Judentum, Christentum und Islam. Göttingen 2009.
- (mit Beate Ego und Friedmann Eißler:) Jesus und Maria in Judentum, Christentum und Islam. Göttingen 2009.
- (mit Beate Ego und Friedmann Eißler:) Mose in Judentum, Christentum und Islam. Göttingen 2010.
- Der Jahrhundertfund. Entdeckung und Geschichte des Codex Sinaiticus. Leipzig 2011. ISBN 978-3-374-02586-2.
- (mit Beate Ego und Friedmann Eißler:) Elia und andere Propheten in Judentum, Christentum und Islam. Göttingen 2013. ISBN 978-3-525-63396-0.
- (Herausgeber:) Ernst Lohmeyer. Beiträge zu Leben und Werk. (Greifswalder Theologische Forschungen; 28). Leipzig 2018. ISBN 978-3-374-05687-3.